# Martin Schick
Martin Schick (* 1978 in Freiburg im Üechtland) ist ein Schweizer Schauspieler, freischaffender Choreograf und Performer, der in Berlin lebt.

## Laufbahn
Nach einer Tanzausbildung an privater Ballettschule studierte er Theater an der Hochschule der Künste in Bern. Bekannt wurde er mit der Fernsehcomedy auf SF 1 "Schöni Uusichte" (Schöne Aussichten). Danach folgten einige Kinofilme (Nordwand, Tandoori Love u. a.). Gleichzeitig war Schick Gast am Stadttheater Bern, Theater Luzern und am Theater Biel-Solothurn, sowie am Theater am Neumarkt Zürich. Danach fast ausschliesslich im Bereich Tanz und Choreografie tätig, u. a. als Choreograf am DT Göttingen und am Staatstheater Saarbrücken.
Seit 2007 realisiert er eigene Bühnenstücke und Interventionen im öffentlichen Raum. In Kollaboration mit Laura Kalauz entstanden u. a. die Arbeiten „TITLE“ und „CMMN SNS PRJCT“, eine Produktion des Festival Freischwimmer, mit der sie seither weltweit auf Tournee sind. Weitere Arbeiten entstanden in Zusammenarbeit mit der bildenden Künstlerin Vreni Spieser, realisiert in Tel Aviv, Freiburg i. Ü. und Buenos Aires. 2012 realisierte er seine erste Solo-Produktion "NOT MY PIECE" am Festival Belluard Bollwerk International (Koproduktion mit Festival Far Nyon und Beursschouwburg Brüssel). Weitere Arbeiten: "HALFBREADTECHNIQUE" (Performance am Julidans Amsterdam), „Sprachlabor Babylon“ (Sophiensaele Berlin) mit dem Kollektiv INTERROBANG (Till Müller Klug / Nina Tecklenburg). 2013 war er eingeladen mit NOT MY PIECE an den SWISS CONTEMPORARY DANCE DAYS und feiert Premiere mit einer neuen Produktion in Kollaboration mit Damir Todorovic: HOLIDAY ON STAGE (Koproduktion: BBI, Brut, The Basement, Beursschouwburg, Vooruit, Dampfzentrale, Gessnerallee). Er war ausserdem zu sehen im Substitut Berlin (Raum für aktuelle Schweizer Kunst) mit einer Solo-Ausstellung und am Vorbereiten eines „Instituts für angewandten Postkapitalismus“ in Freiburg i. Ü. Seit Januar 2013 Partner von der Fondation Nestlé pour l’Art und 2014 unterstützt vom europäischen Netzwerk WEB.

## Filmographie
- 2007: Tod in der Lochmatt (Fernsehfilm)
- 2008: Tandoori Love
- 2008: Nordwand
- 2014: Beste Chance (Kinofilm)

## Fernsehen
- 2005–2007: Schöni Uussichte